# Bisdom Otukpo
Het bisdom Otukpo (Latijn: Dioecesis Otukpoena) is een rooms-katholiek bisdom met als zetel de plaats Otukpo in Nigeria. Het bisdom is suffragaan aan het aartsbisdom Abuja.

## Geschiedenis
Het bisdom werd opgericht op 10 juli 1995 uit het bisdom Makurdi. 

## Parochies
In 2019 telde het bisdom 58 parochies. Het bisdom had in 2019 een oppervlakte van 13.015 km2 en telde 4.181.350 inwoners waarvan 16,5% rooms-katholiek was.

## Bisschoppen
- Fidelis Uga Orgah (10 juli 1995 - 7 december 2000)
- Michael Ekwoy Apochi (17 december 2002 - heden)

Abuja (aartsbisdom) · Gboko · Idah · Katsina-Ala · Lafia · Lokoja · Makurdi · Otukpo